# António Botelho
António Luís José Francisco Xavier Pereira Coutinho Pacheco de Vilhena e Brito de Mendonça Botelho (Lisboa, Penha de França, Palácio de São Gonçalo, 13 de Abril de 1749 - Lisboa, Penha de França, Palácio de São Gonçalo, 19 de Junho de 1799), 2.º Marquês de los Soidos Grande de Espanha de 1.ª Classe, foi um nobre português e espanhol.

## Família
Filho de D. Jerónimo António Pereira Coutinho Pacheco de Vilhena e Brito, 1.º Visconde de San Antonio e logo 1.º Marquês de los Soidos Grande de Espanha de 1.ª Classe, 6.º Senhor do Morgado de Soidos e Senhor Donatário dos Reguengos do Cartaxo e Vale da Pinta, e de sua mulher Maria Justina de Mendonça Arrais Borges Botelho.

## Biografia
Fidalgo Cavaleiro da Casa Real e gentil-Homem, por direito próprio, da Câmara de Carlos III e Carlos IV de Espanha, herdou todas as Honras e Senhorios de seu pai e foi 7.º Senhor do Morgado de Soidos e Senhor Donatário dos Reguengos do Cartaxo e Vale da Pinta.
Por Carta de D. Maria I e D. Pedro III de Portugal de 18 de Abril de 1777 foi nomeado mestre de campo do Terço de Setúbal.
O título de 2º Marquês de los Soidos com Grandeza de Espanha de 1ª Classe foi-lhe renovado por Carta de 13 de Março de 1787 de Carlos III de Espanha, com as Honras e Tratamentos de seu pai.

## Casamento e descendência
Casou a 21 de Novembro de 1774 com Isabel Teresa Bárbara Vitória Pereira Neto Pato de Novais Pimentel (Alcochete, Alcochete, 15 de Outubro de 1747 - 23 de Abril de 1826), Senhora de vários Vínculos, Morgados e Padroados, filha herdeira de Simão Neto Pereira Pato de Novais Pimentel, Fidalgo Cavaleiro da Casa Real, Cavaleiro Professo da Ordem de Cristo, Familiar do Santo Ofício e Senhor de Vínculos e Padroados, e de sua mulher Teodósia Maurícia Vitória de Resende Nogueira de Novais, Senhora de vários Morgados e Padroados e da Representação do grande Navegador Bartolomeu Dias e de seu neto, Paulo Dias de Novais, Governador e Conquistador de Angola, de quem teve três filhos e duas filhas:
- D. Jerónimo António Pereira Coutinho Pato Pacheco de Vilhena e Mendonça, 3.º Marquês de los Soidos
- D. Simão António Pereira Coutinho Pacheco de Vilhena (Lisboa - ?), falecido novo, solteiro e sem geração
- D. António Xavier Pereira Coutinho Pacheco de Vilhena e Brito de Mendonça Botelho Pato Nogueira de Novais Pimentel, 4.º Marquês de los Soidos
- D. Maria da Penha de França Pereira Coutinho de Vilhena, solteira e sem geração
- D. Antónia Mariana Pereira Coutinho (22 de Fevereiro de 1782 - ?), casada em Lisboa, São Jorge de Arroios, a 1 de Novembro de 1812 com António Maria de Brito Pacheco de Vilhena, Fidalgo da Casa Real, de quem foi segunda mulher, com geração